# Amt Aschendorf
Das Amt Aschendorf war ein historisches Verwaltungsgebiet des Königreichs Hannover bzw. der preußischen Provinz Hannover. Übergeordnete Verwaltungsinstanz war die Landdrostei Osnabrück.

## Geschichte
Das Amt entstand 1827 als eines der vier Herzoglich Arenbergischen Mediatämter und umfasste damals die Kirchspiele Aschendorf, Dörpen, Heede, Rhede, Lathen und Steinbild. 1867 wurde es in den preußischen Steuer- und Militärkreis Meppen eingegliedert. Seit Einführung der Kreisverfassung 1885 bildete es mit der Stadt Papenburg den Landkreis Aschendorf.
Der Sitz des Amtmanns war das Amtshaus Nienhaus in Aschendorf.

## Amtmänner
- (1824) 1828–1832: Lambert Cordes, Richter und Amtmann
- 1833–1838: Wilhelm Christian Carl von Dincklage, Amtmann
- 1839–1848: Claus Jürgen Melchior von Issendorf, Amtmann
- 1849–(1859): Anton Niehaus, Amtmann
- 1860–1885: Heinrich Korte zu Niehaus, Amtmann (1885–1889 Landrat des Kreises Aschendorf)